# Idioma napolitano
El napolitano (autoglotónimo napulitano, en italiano napoletano) es una lengua romance, perteneciente al grupo italorromance, y, en sus diferentes variantes, constituyente el sistema diatópico conocido como dialectos italianos meridionales, hablado en Campania y en varias regiones vecinas del centro y del sur de Italia (Marcas meridional, Abruzos, Molise, Lacio meridional, Apulia centro-septentrional, Basilicata y Calabria septentrional). Sus hablantes forman un conjunto de más de 11 millones de personas.
Se trata del idioma en que se escriben todas las canciones folklóricas napolitanas, tales como 'O surdato 'nnammurato, 'O sole mio, Funiculì, funiculà, Torna a Surriento o  Santa Lucia, entre otras.

## Aspectos históricos, sociales y culturales

### Origen
Al igual que todas las lenguas romances, el napolitano deriva del latín. Como muchas otras lenguas de Italia, el napolitano presenta un sustrato itálico (más exactamente osco),  así como un significativo sustrato griego (idioma hablado en Nápoles, junto al latín, durante buena parte de la  Antigüedad clásica) y, al igual que cualquier otra variedad lingüística, también influencias de adstrato, derivadas tanto de las demás variantes italorromances como de otras continuidades lingüísticas neolatinas más lejanas (galorromances e iberorromances) y también de continuidades no romances (principalmente del griego bizantino).
Bajo los soberanos de la Corona de Aragón el napolitano fue propuesto como idioma de la administración, en sustitución del latín, sin imponer nunca el catalán u otros idiomas, pero el intento fracasó con la deposición de Federico I de Nápoles (1501) y el comienzo del virreinato, durante el cual, por voluntad de los mismos literatos napolitanos de la Accademia Pontaniana (como Giovanni Pontano y Jacopo Sannazzaro, entre otros),  el idioma de la administración empezó a ser el italiano, utilizado como idioma administrativo en todos los Estados italianos preunitarios a partir del siglo XVI. Posteriormente, a principios del siglo siglo XIX, en el Reino de las Dos Sicilias, al igual que en el anterior Reino de Nápoles, se seguía usando, de iure, el italiano como idioma administrativo y literario, así que el napolitano nunca gozó plenamente de la condición de lengua administrativa.

### Primeros testimonios
El napolitano (como el siciliano y otras variedades  italorromaces) tiene una larga tradición literaria. Hay testimonios escritos del napolitano desde el año 960, como el famoso Placito di Capua, considerado el primer documento en una lengua romance de Italia, que fue escrito utilizando lo que era el vernáculo neolatino más común en el sur de Italia de aquella época (también llamado volgare pugliese, "vernacular de Puglia", otro nombre con el cual se conocía al napolitano en la Alta Edad Media). Los textos dicen así:

Sao ko kelle terre, per kelle fini que ki contene, trenta anni le possette parte Sancti Benedicti.
Capua, marzo 960

Sao cco kelle terre, per kelle fini que tebe monstrai, Pergoaldi foro, que ki contene, et trenta anni le possette.
Sessa, marzo 963

Kella terra, per kelle fini que bobe mostrai, sancte Marie è, et trenta anni la posset parte sancte Marie.
Teano, octubre 963

Sao cco kelle terre, per kelle fini que tebe mostrai, trenta anni le possette parte sancte Marie.
Teano, octubre 963

La primera obra en prosa es un texto de Matteo Spinelli, alcalde de Giovinazzo, conocida como Diurnali, una crónica de los acontecimientos más importantes del Reino de Sicilia desde mediados del siglo XII al año 1268.

## Dialectos
Los siguientes dialectos constituyen el continuo dialectal conocido como napolitano (los números se refieren al mapa): 

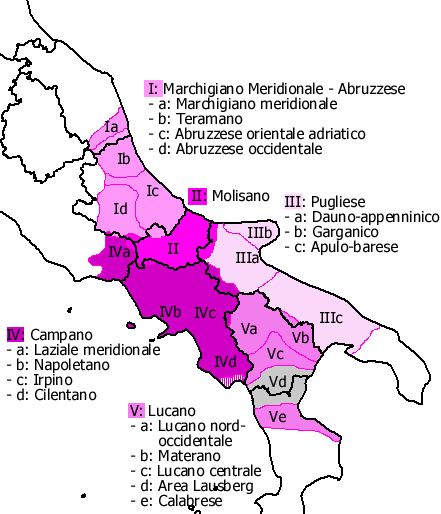
Continuo dialectal italorromance meridional intermedio, más conocido como napolitano.

- I.   Marchigiano meridional y abruzzese:
  - Ia. Marchigiano meridional (provincia de Ascoli Piceno).
  - Ib. Teramano (provincia de Teramo y parte septentrional de la provincia de Pescara).
  - Ic. Abruzzese oriental adriático (parte meridional de la provincia de Pescara, parte centro-oriental de la provincia de L'Aquila y provincia de Chieti).
  - Id. Abruzzese occidental (parte meridional de la provincia de L'Aquila).
- II.  Molisano (provincia de Isernia y provincia de Campobasso).
- III. Pugliese:
  - IIIa. Dauno-appenninico (parte occidental de la provincia de Foggia).
  - IIIb. Garganico (parte oriental de la provincia de Foggia).
  - IIIc. Apulo-barese (provincia de Bari, parte septentrional de la provincia de Brindisi y parte septentrional de la provincia de Tarento).
  - IIIc. Tarentino (parte occidental de la provincia de Tarento).
- IV.  Campáno:
  - IVa. Laziale meridional (parte meridional de la provincia de Frosinone y parte suroriental de la provincia de Latina).
  - IVb. Dialectos de Nápoles (provincia de Caserta, ciudad de Nápoles y provincia de Nápoles, parte occidental de la provincia de Benevento, parte occidental de la provincia de Avellino y parte centro-septentrional de la provincia de Salerno).
  - IVc. Irpino (parte oriental de la provincia de Avellino y parte oriental de la provincia de Benevento).
  - IVd. Cilentano (parte meridional de la provincia de Salerno).
- V.  Lucáno y calabrés septentrional:
  - Va. Lucáno noroccidental (parte septentrional de la provincia de Potenza).
  - Vb. Materano (provincia de Matera).
  - Vc. Lucáno central (parte central de la provincia de Potenza).
  - Vd. Dialectos del área Lausberg (parte más meridional de la provincia de Potenza y parte más septentrional de la provincia de Cosenza). Se sitúan entre el extremo norte de Calabria y el extremo sur de y Basilicata (o Lucania).[11] En esta área es posible empezar a advertir algunas características propias de los dialectos sicilianos.[12]
  - Ve. Calabrés septentrional (parte septentrional de la provincia de Cosenza y parte nororiental de la provincia de Crotona). Constituyen dialectos de transición entre el continuo dialectal del idioma napolitano y los dialectos del idioma siciliano.

Las regiones más meridionales de Italia  —la mayor parte de Calabria y la Apulia meridional, así como Sicilia— son el lugar de las variedades sicilianas, en lugar de las napolitanas, si bien tienen mutuas influencias.

## Descripción lingüística

### Clasificación
A nivel filológico el napolitano está estrechamente relacionado tanto con el siciliano, el romanesco como con el italiano (derivado del dialecto toscano de la Italia central). El italiano estándar, el romanesco, el napolitano y el siciliano, comparten las isoglosas al sur de la línea La Spezia-Rímini, siendo los cuatro parte integrante de la continuidad lingüística conocida como italorromance.

### Fonología
- El napolitano se distingue del italiano por una reducción vocálica en interior de palabra y por una reducción vocálica al final de palabra como muestran los siguientes ejemplos que lo comparan al italiano estándar:[13]

nap. [sta ˈfemːəna ˈbːɛlːə] (~sta fémmena bbella) 'esta mujer hermosa'/ it. questa donna bella
nap. [sta ˈbːɛlːa ˈfemːenə] (~sta bbella fémmena) 'esta hermosa mujer'/ it. questa bella donna
- Los grupos latinos CL, GL, BL, FL, PL sufren una palatalización más intensa que la encontrada en italiano, e incluso en español (donde se suele conservar el rasgo lateral):[14]

lat. CLĀVĔ 'llave' > nap. [kjavə] / > it. chiave [kjave]
lat. *GLŬTŬ 'codicioso, glotón' > nap. [ljutːə] / > it. ghiotto [gjotːo]
lat. PLĀNŬ 'plano, llano' > nap. [kjanə] / > it. piano [ˈpjano]
lat. PLĂNGĔRĔ 'llorar' > nap. [kjaɲːəɾə] / > it. piangere [ˈpjanʤeɾe]
lat. BLĂSTEMĀRĔ 'blasfemar' > nap. [jastə'mːa] / > it. bestemiare [besteˈmjaɾe]
gót. *blank- 'blanco' > nap. [jaŋkə] / > it. bianco [ˈbjaŋko]
lat. FLĂMMĂ 'llama' > nap. [ʃamːa] / > it. fiamma [ˈfjam:a]
lat. FLŪMĔN 'río' > nap. [ʃumːə] / > it. fiume [ˈfjume]

### Comparación con otros idiomas
| Napolitano:                        | Español:                                             | Italiano:                                  | Latín:                                       |
| ---------------------------------- | ---------------------------------------------------- | ------------------------------------------ | -------------------------------------------- |
| Pate nuoste ca staje 'ncielo       | Padre nuestro que estás en el cielo                  | Padre Nostro, che sei nei cieli            | Pater noster, qui es in caelis               |
| santificammo 'o nomme tujo,        | santificado sea tu nombre,                           | sia santificato il tuo nome.               | sanctificetur nomen tuum:                    |
| faje vení 'o regno tuojo           | venga a nosotros tu reino                            | Venga il tuo regno                         | Adveniat regnum tuum.                        |
| sempe ch' 'a vuluntà toja,         | Hágase tu voluntad                                   | sia fatta la tua volontà,                  | Fiat voluntas tua                            |
| accussí 'ncielo e 'nterra          | así en la tierra como en el cielo                    | come in cielo, così in terra.              | sicut in caelo et in terra                   |
| Fance avé 'o ppane tutte 'e juorne | Danos hoy nuestro pan de cada día                    | dacci oggi il nostro pane quotidiano       | Panem nostrum quotidianum da nobis hodie     |
| liévece 'e diébbete                | y perdona nuestras deudas                            | e rimetti a noi i nostri debiti,           | Et dimitte nobis debita nostra,              |
| comme nuje 'e lluamme all'ate,     | como también nosotros perdonamos a nuestros deudores | come noi li rimettiamo ai nostri debitori. | sicut et nos dimittimus debitoribus nostris. |
| nun nce fa cadé 'ntentazzione,     | no nos dejes caer en la tentación                    | E non ci indurre in tentazione,            | Et ne nos inducas in temptationem;           |
| e lliberace dô male.               | y libranos del mal.                                  | ma liberaci dal male.                      | sed libera nos a malo.                       |
| Ammen.                             | Amén.                                                | Amen.                                      | Amen.                                        |

## Ortografía
Al igual que el italiano,  la c seguida de e o i se pronuncia ch, mientras que se pronuncia /k/ delante de a, o, u. Para mantener el sonido /k/ delante de e o i, habrá que añadir una h: chiste (este) se pronuncia /'kĭs.te/. Para obtener el sonido "ch" delante de las demás vocales se añade una i: muscio (flojo).
A diferencia del italiano, en el napolitano, las vocales finales se pronuncian casi siempre /ə/ dependiendo de la posición de la palabra en la frase. También, el napolitano posee la j en su abecedario. Ésta se pronuncia como /j/ o "y" en español: nap. tuojo; cast. tuyo.